# Paraliomera dispar
Paraliomera dispar är en kräftdjursart som först beskrevs av William Stimpson 1871.  Paraliomera dispar ingår i släktet Paraliomera och familjen Xanthidae. Inga underarter finns listade i Catalogue of Life.